# Rodolfo Zelaya
Rodolfo Antonio „Fito” Zelaya García (ur. 3 lipca 1988 w Usulután) – salwadorski piłkarz występujący na pozycji napastnika, zawodnik Alianza FC. W latach 2008–2019 reprezentant Salwadoru.

## Kariera klubowa
Zelaya jest wychowankiem klubu CD Alacrán, CD Maracaná San Rafael i Atlético La Merced, gdzie dobrymi występami przyciągnął zainteresowanie jednego z najbardziej utytułowanych zespołów w kraju – CD Águila, jednak obydwie strony nie porozumiały się w kwestiach finansowych. Zawodnik trafił ostatecznie do drugoligowego ADI FC, w którym spędził półtora roku i był czołowym strzelcem ekipy. Jego forma została dostrzeżona przez szkoleniowca pierwszoligowej drużyny CD Chalatenango, Vladana Vicevica, który ściągnął go do klubu. W salwadorskiej Primera División Zelaya zadebiutował w sezonie Clausura 2008, od razu wywalczył sobie miejsce w składzie i w wieku zaledwie 19 lat został jednym z najważniejszych graczy swojego zespołu.
Latem 2008 Zelaya na zasadzie wolnego transferu przeniósł się do drużyny Alianza FC, której prezydent Lisandro Pohl był posiadaczem jego karty zawodniczej. Tam spędził udany rok, po czym wraz z trzema rodakami – Christianem Castillo i Julio Martínezem – przeniósł się do meksykańskiego drugoligowca Club León, podpisując z nim trzyletnią umowę. Nie spełnił jednak pokładanych w nim nadziei, przez co już po pół roku powrócił do Alianzy na zasadzie wypożyczenia. Po upływie kolejnych sześciu miesięcy został wykupiony na stałe i w rozgrywkach Apertura 2010 wywalczył z Alianzą wicemistrzostwo Salwadoru. Jeszcze lepiej poszło mu w sezonie Clausura 2011, kiedy to został najlepszym strzelcem zespołu z trzynastoma bramkami na koncie i przypieczętował tytuł mistrza kraju, zdobywając decydujące dwa gole w wygranym 2:1 meczu finałowym z CD FAS.
W lipcu 2011 Zelaya na zasadzie sześciomiesięcznego wypożyczenia z opcją pierwokupu zasilił drużynę Spartak Władykaukaz, występującą w drugiej lidze rosyjskiej – Pierwyj diwizion. W nowym zespole zadebiutował 9 sierpnia 2011 w wygranym 1:0 ligowym spotkaniu z Torpedo Włodzimierz. Premierową bramkę dla Ałaniji strzelił 6 października tego samego roku w zremisowanej 1:1 konfrontacji z Fakiełem Woroneż. W 2013 ponownie wypożyczony do Ałaniji. 30 stycznia 2019 dołączył do Los Angeles FC z Major League Soccer, skąd wypożyczony był do Las Vegas Lights FC z USL Championship. W styczniu 2020 klub ogłosił, że wspólnie z Zelayą postanowili się rozstać. W 2020 był zawodnikiem Celaya FC z Liga de Expansión MX.
7 sierpnia 2020 ponownie podpisał kontrakt z Alianza FC.

## Kariera reprezentacyjna
W reprezentacji Salwadoru Zelaya zadebiutował 23 kwietnia 2008 w zremisowanym 2:2 meczu towarzyskim z Chinami. 6 września tego samego roku, w wygranym 5:0 spotkaniu z Haiti w ramach eliminacji do Mistrzostw Świata 2010, strzelił trzy bramki – swoje pierwsze w kadrze narodowej. Ogółem w kwalifikacjach do mundialu rozegrał dwanaście spotkań, zdobywając cztery bramki, jednak jego drużyna nie zdołała awansować na światowy czempionat rozgrywany w RPA.
W 2009 roku Zelaya wziął udział w Złotym Pucharze CONCACAF, lecz jego zespół nie wyszedł z grupy, zajmując w niej ostatnie miejsce. Dwa lata później z czterema trafieniami na koncie wywalczył tytuł wicekróla strzelców Złotego Pucharu CONCACAF i został wybrany do najlepszej jedenastki turnieju, natomiast jego bramka w spotkaniu z Kostaryką została wybrana przez CONCACAF piątym najładniejszym golem rozgrywek. Mimo tych indywidualnych wyróżnień Zelaya odpadł z Salwadorem już w ćwierćfinale.